# 维莱马尔默里
维莱马尔默里（法語：Villers-Marmery，法語發音：[vilɛʁ maʁməʁi]）是法国马恩省的一个市镇，属于兰斯区。

## 地理
维莱马尔默里（49°8'7"N, 4°11'48"E）面积10.73 平方千米，位于法国大東部大區马恩省，该省份为法国东北部内陆省份，北起阿登省，西北接埃纳省，西南接塞纳-马恩省，南至奥布省，东南接上马恩省，东临默兹省。
与维莱马尔默里接壤的市镇（或旧市镇、城区）包括：瓦勒德韦勒、大比利、莱珀蒂特洛日、特雷帕伊、韦尔济。

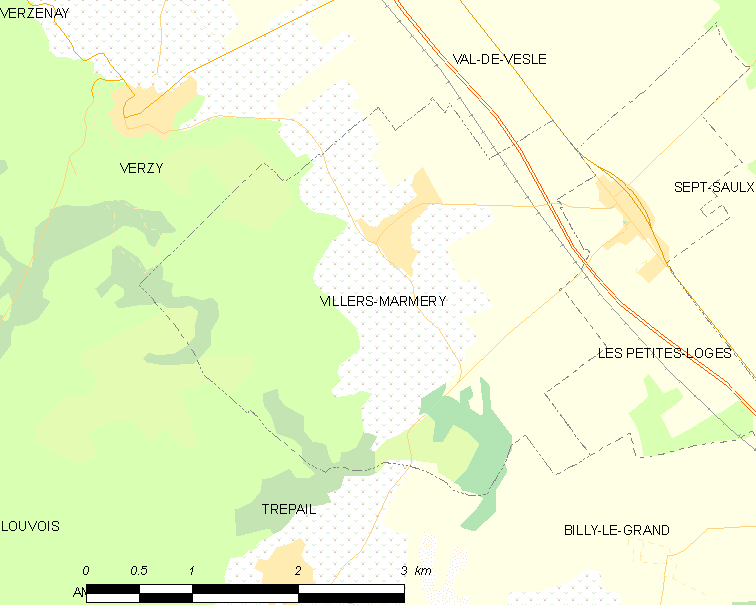
维莱马尔默里的OSM定位图

维莱马尔默里的时区为UTC+01:00、UTC+02:00（夏令时）。

## 行政
维莱马尔默里的邮政编码为51380，INSEE市镇编码为51636。

## 政治
维莱马尔默里所属的省级选区为穆尔默隆-韦勒-香槟山县。

## 人口

1962-2008年间维莱马尔默里人口变化图示

维莱马尔默里于2022年1月1日时的人口数量为558人。